# Gaibandha Sadar
Gaibandha Sadar (en bengali : গাইবান্ধা সদর) est une upazila du Bangladesh dans le district de Gaibandha. En 2011, on y dénombrait 437 268 habitants.